# Rai San'yō

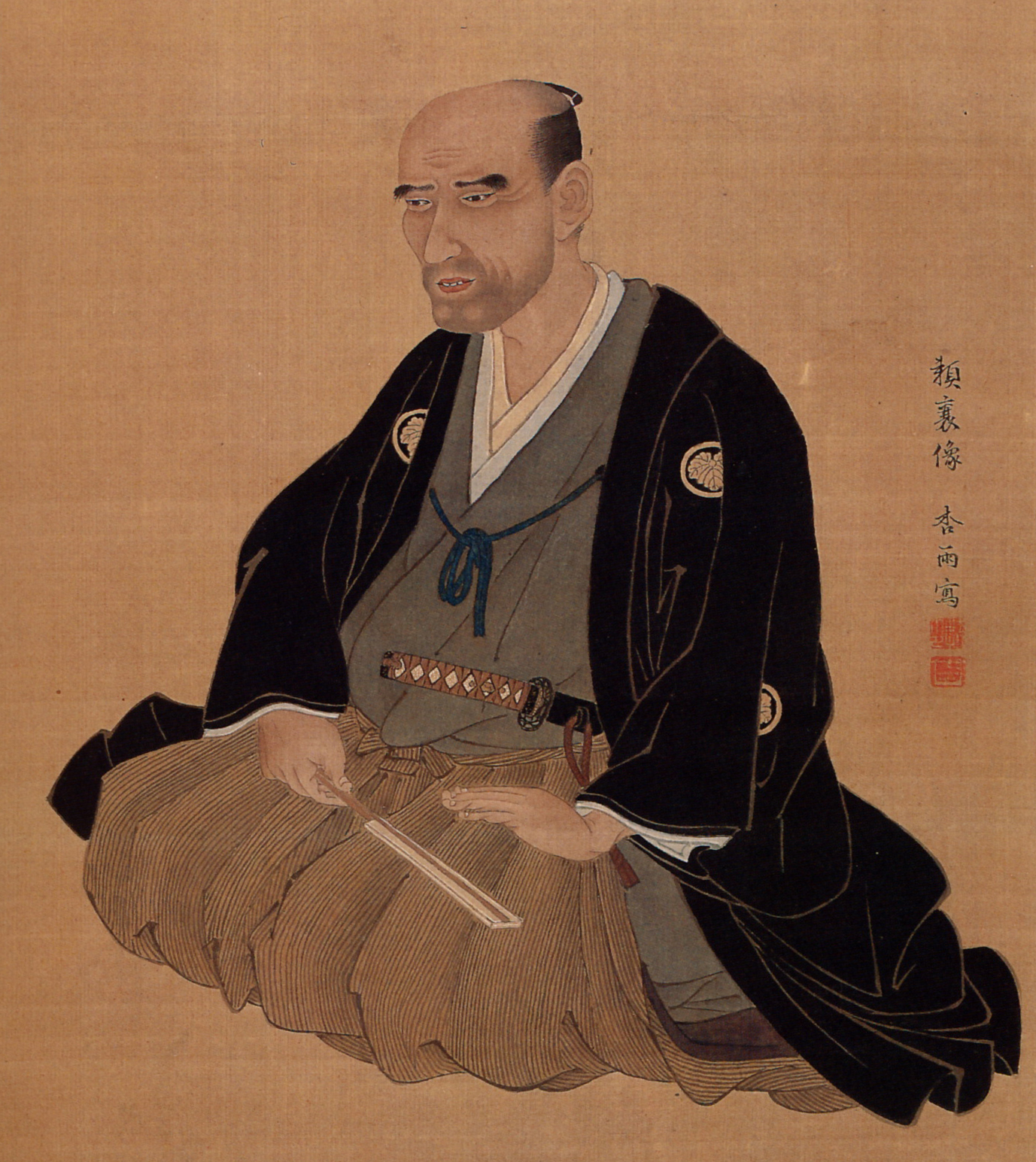
Portrait de Rai San'yō.

Rai San'yō (頼 山陽), de son vrai nom Rai Jō, surnom : Shisei, noms de pinceau : Sanyō et Sanjũroppōgaishi, est un peintre japonais des XVIIIe – XIXe siècles. Il est né à Aki (préfecture de Hiroshima) en 1780, et meurt en 1832.

## Biographie
Rai San'yō est un peintre de l'école de Nanga (Peinture de lettré). Fils de Rai Shansui, célèbre confucianiste de Hiroshima, il commence lui-même comme poète et calligraphe dans cette même ville. Quittant bientôt son poste de fonctionnaire confucéen, il s'installe à Kyoto où se déroule dès lors sa carrière de peintre lettré. Il y ouvre une école et, bien que peintre de paysages mineur, il se trouve être, au début du XIXe siècle, à la tête de l'école de Nanga de Kyoto et au centre d'un cercle d'artistes appelés à devenir fameux tels Shunkin (1779-1846), fils de Gyokudō, et surtout Mokubei et Chikuden.
Rai San'yō, cet artiste ne laisse pas un souvenir impérissable en tant que peintre, mais il occupe une place importante dans l'histoire du nanga. Chez lui, se réunissent Mokubei, Chikuden, Shunkin, mais aussi Yamamoto Baiitsu et Chikutō Nakabayashi, et toute une bohème insoucieuse du qu'en-dira-t-on. Fils d'un confucéen fameux, San'yō abandonne ses chères études à dix-neuf ans. Mais on le rattrape et il est proprement déshérité. Il se met alors à vagabonder dans la région de Nagoya, vivant tant bien que mal de ses calligraphies et de ses peintures (il est à dire vrai meilleur poète que peintre). Il investit le peu qu'il gagne dans une distillerie de saké, prêtant à l'occasion ses deniers au taux de cinq pour cent le mois ! D'autres peintres du nanga devaient sans doute avoir des activités secondaires du même genre. 
Si en effet dans la région d'Edo les peintres-lettrés sont alors pour la plupart rétribués par l'État, en espèces sonnantes ou en services, dans le Kansai en revanche où vivent peu ou prou tous ceux dont il vient d'être question, les artistes ne reçoivent le plus souvent que des cadeaux en nature : dans une de ses lettres, San'yō manifeste une fureur indignée pour avoir reçu seulement deux dorades en échange d'une de ses œuvres d'art!